# Radical 214
Le radical 214, signifiant flûte, est le seul des 214 radicaux de Kangxi qui est composé de 17 traits. Dans le dictionnaire de caractères de Kangxi il existe 21 caractères qui sont classés sous ce radical, sur un total de plus de 40 000.

## Caractères avec le radical 214

| nombre de traits          | caractères |
| ------------------------- | ---------- |
| Sans trait supplémentaire | 龠         |
| 4 traits supplémentaires  | 龡         |
| 5 traits supplémentaires  | 龢         |
| 8 traits supplémentaires  | 龣         |
| 9 traits supplémentaires  | 龤 龥      |